# Норманська бригада (Україна)
Норманська бригада (пол. Normandśka bryhada) — підрозділ, сформований у 2022 році з добровольців ветеранів Канади, Великої Британії, США, Данії, Норвегії, Німеччини, Австралії, Нової Зеландії, Франції, Південної Африки та Польщі. Не входить до складу офіційного Інтернаціонального легіону України.
Назва групи натякає на те, що багато квебекців є нащадками переселенців з французького регіону Нормандія. Її члени майже повністю складаються з військових ветеранів, які або мають родичів в Україні, або просто були шоковані вторгненням і повідомленнями про російські воєнні злочини. На нашивці та значку підрозділу зображено герб провінції Квебек: французький флер-де-лізе, нормандський леопард і канадський кленовий листок.

## Історія

### Формування
Імовірно, підрозділ був створений приблизно на початку березня 2022 року як реакція на заяву президента Володимира Зеленського про створення міжнародних бойових сил, які допоможуть захистити незалежність України від російського вторгнення. Командир, який з міркувань безпеки назвався «Арульф» (Hrulf), пояснив, що створив підрозділ з особистих причин, серед яких — «зробити свій внесок у захист України, моєї сім'ї та її цінностей». Багато громадян різних країн, включаючи Швецію, Данію, Польщу, Німеччину, Іспанію, Францію, Австралію, Нову Зеландію, Південну Африку, Португалію, Італію, Йорданію, Єгипет і Норвегію, а також США, Канаду і Великобританію, приєдналися до «Нормандської бригади» — формування, яке описується як добровольчий підрозділ Української добровольчої армії. До цього підрозділу вступило чимало ветеранів, зокрема британських, канадських та американських, хоча, мабуть, найвідомішим бійцем, який приєднався до цього підрозділу, був «найсмертоносніший снайпер у світі» на псевдо «Валі».
Можна припустити, що «Норманська бригада» спочатку існувала, як самостійна або. як частина Української добровольчої армії — окремого формування, яке було створено після відходу Дмитра Яроша з «Правого сектору».
2 грудня 2022 року «Норманська бригада» оголосила в соціальних мережах, що підрозділ офіційно інтегрувався до складу Збройних сил України, увійшовши до складу військ територіальної оборони у складі 126-ї бригади територіальної оборони, що базується в Одесі. Перші кілька членів бригади «Норман» почали підписувати свої контракти того ж дня.
Після того, як у 2023 році підрозділ зіткнувся з «адміністративними неузгодженостями», він, як стверджувалося, повернувся до складу Української добровольчої армії, де зараз перебуває.
Стверджувалося, що командиром підрозділу був канадець нормандського походження. Назва підрозділу походить від імені перших нормандських поселенців, які колонізували Нову Францію в 1500-1600-х роках. Підрозділ, як стверджувалося, базувався в південно-східному українському муніципалітеті, відносно недалеко від місця запеклих бойових дій.

### Рекрутинг

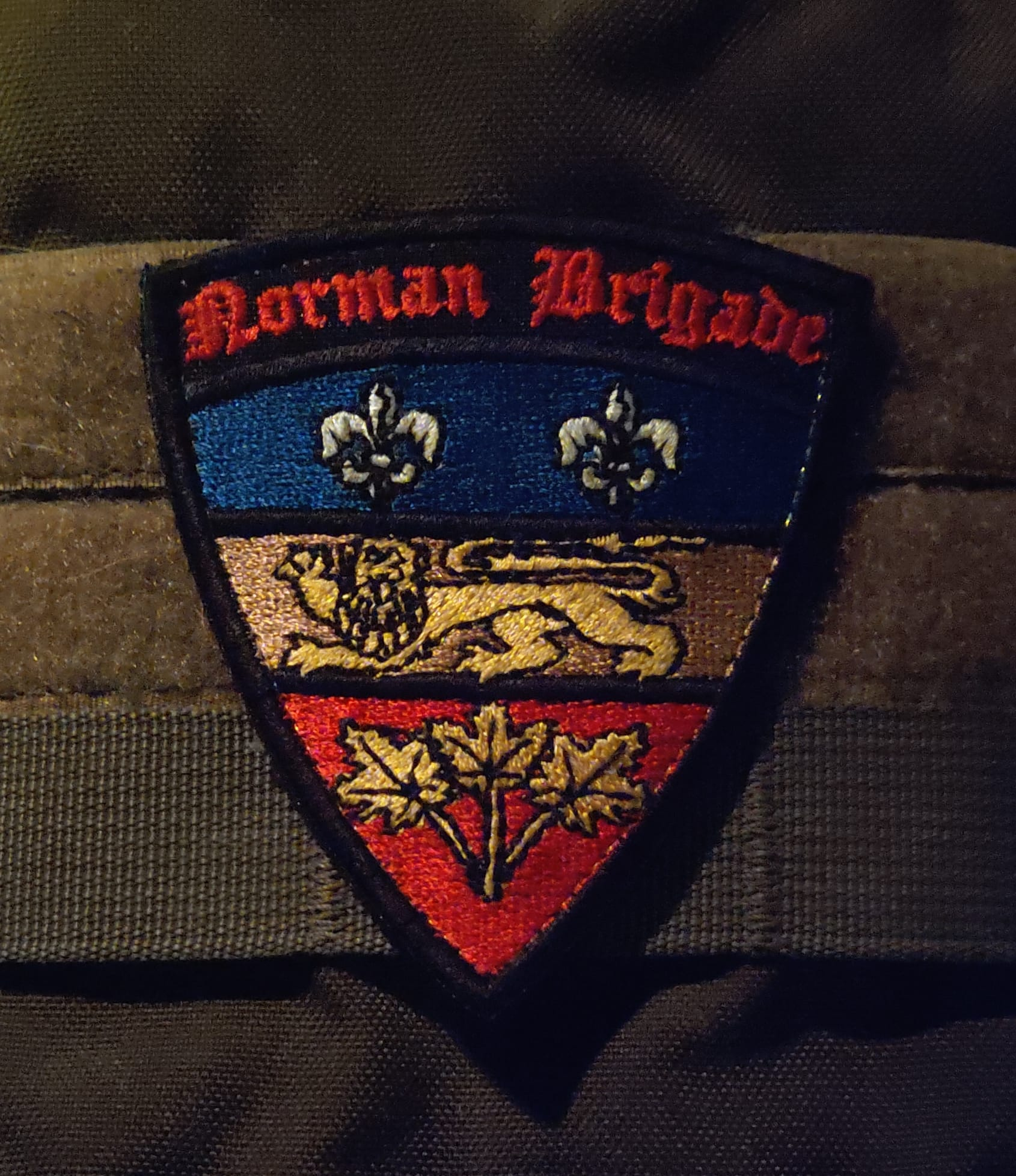
Шеврон Норманської Бригади

Норманська бригада мала суворі вимоги до осіб, які прагнули вступити до її лав, а саме: відповідний військовий досвід у будь-якій бойовій спеціальності, бойовий досвід, «прийнятна» фізична форма та стан здоров'я, вік від 18 до 45 років. Багато посад були визнані відкритими — від бойових медиків до бойових інженерів, мінометників, механіків, інструкторів, бойових перекладачів, операторів безпілотників та спеціалістів з радіоелектронної боротьби.
Наприкінці листопада 2022 року підрозділ опублікував у Facebook оголошення про набір п'яти фронтових перекладачів, які відповідають бажаним критеріям. Суворими критеріями для кандидатів були вік від 25 до 45 років, наявність військового досвіду, вільне володіння всіма трьома мовами — англійською, українською та російською, а також відсутність судимостей і добрий стан здоров'я. У ньому зазначалося, що відрядження відбувалося на контрактній основі. Зрештою, це може свідчити про те, що підрозділ мав певні труднощі з комунікацією та перекладом — проблему, з якою стикаються багато іноземних добровольців, які служать в Україні.
19 лютого 2023 року «Норманська бригада» опублікувала оголошення у Facebook про те, що знову розпочинається набір до лав підрозділу, як і під час попереднього набору, але мінімальний вік для набору було підвищено з 18 до 21 року. Оголошення у Facebook супроводжувалося відеозаписом навчань «Норманської бригади» десь в Україні, переважно тренувань і маневрів зі стрілецькою зброєю.
Додатковий набір до «Нормандської бригади» розпочався 19 березня 2023 року, коли вони заявили, що наразі проводять набір, критеріями якого є наявність відповідного військового досвіду в будь-якій бойовій спеціальності або наявність бойового досвіду, прийнятна фізична форма та вік кандидата від 21 до 45 років.
Станом на липень 2023 року підрозділ встановив новий набір правил для набору осіб, які зацікавлені в підтримці та боротьбі за українську справу. Вони включають відповідний військовий досвід, який є обов'язковим для всіх добровольців, вимоги до кандидатів віком від 21 до 45 років та здатність пройти 10-кілометровий забіг з подальшим попереднім відбором, який називається «пекельним тижнем».

### Відносини та союзники
За даними кількох публікацій, у бригади є кілька союзників. У дописі у Facebook, опублікованому в липні 2022 року, йшлося про те, що в невідомому місці борці за свободу з батальйону «Шейха Мансура», «Anriterror» та «Нормандської бригади» зустрілися, щоб обговорити можливі дії з нарощування сил; далі публікація подякувала підрозділам, які їх супроводжували, і зауважила, що «українці, чеченці, валлони та нормани борються проти спільного зла, яке називається „рашизм“. Загарбникам слід було б залишитися вдома».
Кажуть, що Нормандська бригада має міцні зв'язки з Українською добровольчою армією, але у відносинах між ними була пауза, пізніше визначена як «оперативна пауза», яка дозволила підрозділу вивчити різні формати інтеграції з українською армією.

### Суперечки та звинувачення

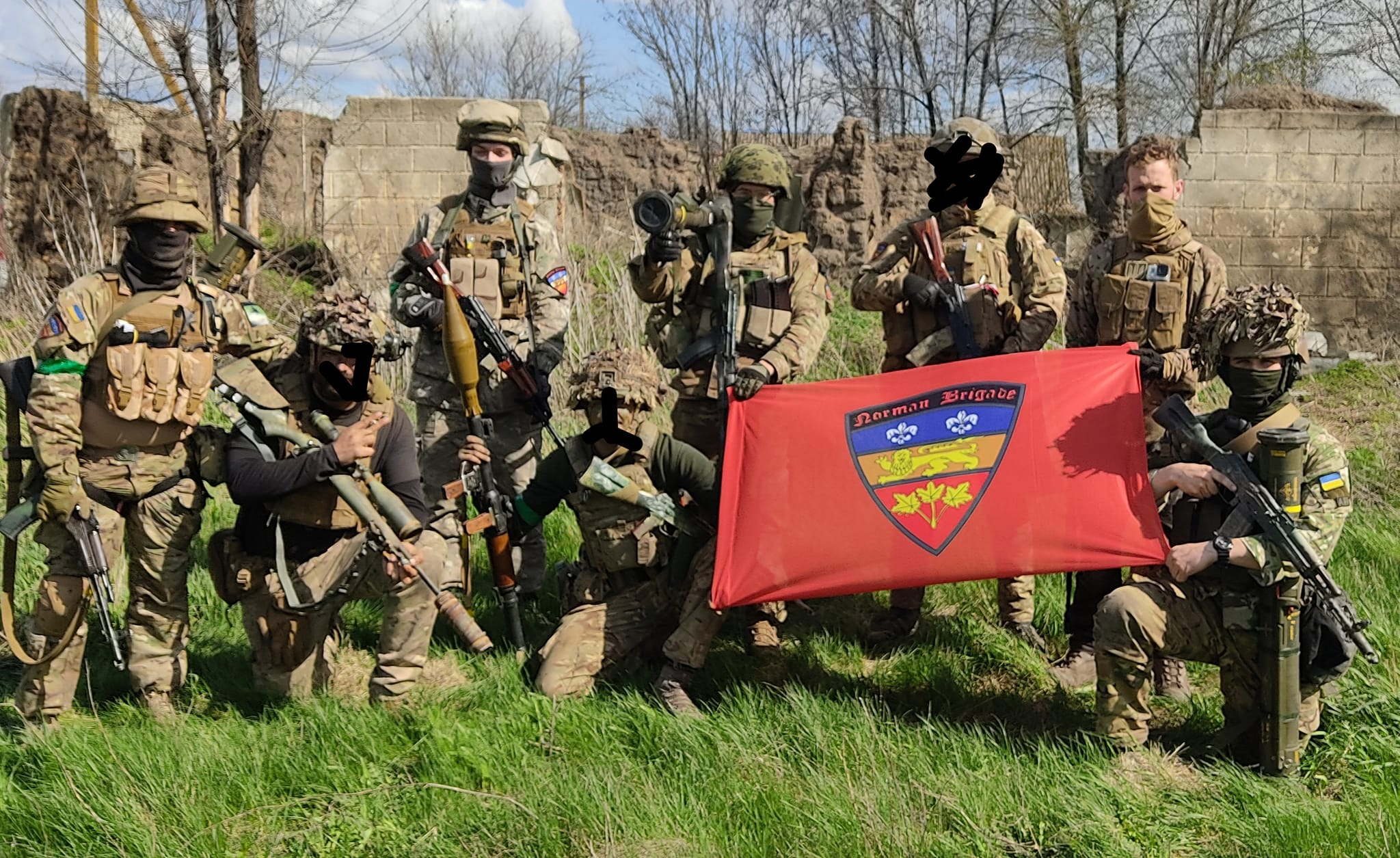
Кілька добровольців Нормандської бригади в Україні.14 травня 2022

У статті, опублікованій National Post у травні 2022 року, стверджувалося, що у добровольчому підрозділі нібито були численні проблеми, які свідчили про його погану організацію та недостатнє оснащення. Незважаючи на це, не було жодних вагомих доказів, які б підтверджували або якось інакше підкріплювали ці твердження.
Колишні члени підрозділу стверджували, що підрозділ, очолюваний «Арульф», не мав достатнього озброєння і захисного спорядження, навіть стверджуючи, що на одну особу припадало лише кілька автоматів Калашникова і мінімальна кількість боєприпасів. Більше того, умови проживання були описані як «схожі на підземелля»: бійці стверджували, що отримували лише дворазове харчування і спали на підлозі, а також терпіли протяги й сирість у переобладнаному шкільному приміщенні, яке використовувалося як тренувальний табір у міру збільшення кількості рекрутів. Незважаючи на ці твердження, відомі члени «Нормандської бригади», такі як «Валі», заявили, що він не вірить, що підрозділ не був особливо погано екіпірований для ведення бою, зазначивши, що західні люди сприймають таке обладнання, як медикаменти, зброя та боєприпаси, як належне, і що підрозділ був екіпірований, так само як і багато інших українських підрозділів.
Критично налаштовані колишні члени підрозділу пізніше стверджували, що замість цього вони вступили до лав Міжнародного легіону, вважаючи його більш професійно оснащеним і компетентним у питаннях озброєння та керівництва. Однак командир «Арульф» заперечував це твердження, посилаючись на текстові повідомлення іноземних бійців, які раніше залишали Легіон через некомпетентність українських офіцерів. Більше того, звинувачення в екстремізмі було висунуто після того, як бійці нібито виявили татуювання чорного сонця на руці «Арульф».
У світлі всіх цих звинувачень і претензій «Норманська бригада» опублікувала кілька постів у Твіттері, в яких назвала статтю National Post «замовною» і неточною, такою, що не відображає реальний стан справ у добровольчому підрозділі. Крім того, був опублікований годинний твіттер-простір, присвячений статті та розвінчанню всіх звинувачень, висунутих проти підрозділу. Ще у квітні 2022 року зазначалося, що підрозділ заробив собі авторитетне ім'я, попри ці звинувачення, які намагалися заплямувати його репутацію.

## Видатні учасники
- «Hrulf»
- «Wali»
- Joshua Jones
- Ben Grant